# Isabel Bayrakdarian

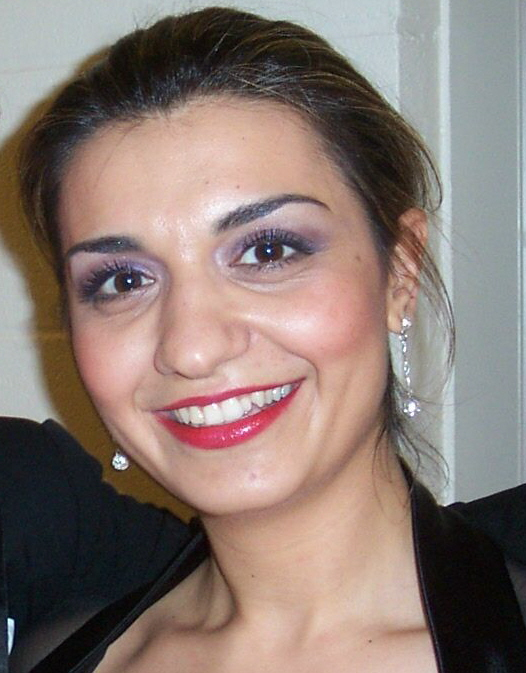
Foto scattata nel backstage dopo uno spettacolo dell'Edmonton Symphony Orchestra

Isabel Bayrakdarian (Zahle, 1º febbraio 1974) è un soprano armeno naturalizzato canadese.

## Biografia
Nata a Zahle, in Libano, in una famiglia armena, si è trasferita in Canada da adolescente. La Bayrakdarian si è laureata nel 1997 presso l'Università di Toronto con il massimo dei voti in ingegneria biomedica.

## Carriera
La Bayrakdarian è nota sia per la sua presenza scenica che per la sua musicalità ed ha seguito un percorso di carriera unico. Dopo aver vinto il primo premio al Concorso Internazionale dell'Opera Operalia 2000 fondato da Plácido Domingo, si è lanciata in una carriera operistica internazionale, esibendosi al Metropolitan Opera, alla Royal Opera House, alla Scala, all'Opera di Parigi, all'Opera di Chicago, al Festival di Salisburgo, al Semperoper di Dresda, all'Opera di Stato della Baviera, alla San Francisco Opera, alla Santa Fe Opera ed alla Canadian Opera Company, tra gli altri.
I suoi ruoli hanno compreso Euridice in Orfeo ed Euridice, Cleopatra in Giulio Cesare, Romilda in Serse, Emilia in Flavio, Susanna in Le nozze di Figaro, Zerlina in Don Giovanni, Pamina ne Il flauto magico, Rosina in Il barbiere di Siviglia, Marzelline in Fidelio, Adina in L'elisir d'amore, Norina in Don Pasquale,  Leila ne I pescatori di perle di Bizet, Teresa in Benvenuto Cellini, Mélisande in Pelléas et Mélisande, la Volpe in La piccola volpe astuta di Leoš Janáček, Blanche in I dialoghi delle Carmelitane e Catherine in Uno sguardo dal ponte di William Bolcom
Nell'elenco dei suoi concerti figurano apparizioni con le orchestre sinfoniche di Chicago, Montreal, Toronto, Pittsburgh e San Francisco, la Los Angeles Philharmonic Orchestra all'Hollywood Bowl e la National Arts Centre Orchestra, cantando sotto la direzione di direttori come Seiji Ozawa, James Conlon, David Zinman, Michael Tilson Thomas, Christoph von Dohnányi, Christoph Eschenbach, Colin Davis, Andrew Davis, Nikolaus Harnoncourt, Mariss Jansons, Leonard Slatkin, James Levine, Peter Oundjian e Richard Bradshaw.
La Bayrakdarian è la protagonista di un film intitolato A Long Journey Home che documenta il suo primo viaggio in Armenia. Una grande tournée nordamericana della Bayrakdarian nell'ottobre 2008 ha presentato la musica di Padre Komitas con concerti a Toronto, San Francisco, Orange County, Vancouver, Toronto, Boston e la Carnegie Hall di New York. Era accompagnata dalla Manitoba Chamber Orchestra diretta da Anne Manson. Questa tournée della memoria è stata dedicata alle vittime di tutti i genocidi ed è stata sponsorizzata dall'International Institute for Genocide and Human Rights Studies (una divisione dell'Istituto Zoryan).
Ora è assistente alla cattedra di canto all'Università della California, Santa Barbara.

## Premi
Oltre al suo primo premio all'Operalia Competition e ai quattro Juno Award consecutivi, la Bayrakdarian ha ricevuto la medaglia d'oro del Golden Queen Elizabeth II, il Virginia Parker Prize 2005 del Canada Council for the Arts, il Premio Leonie Rysanek della George London Foundation , la medaglia Mesrob Mashdots per conto della Santa Sede della Cilicia il 15 agosto 2004, un Premio del Consiglio Nazionale del Metropolitan Opera nel 1997 e la "Medaglia di Komitas" della Repubblica di Armenia, conferita dal Ministro della Diaspora, Dr. Hranush Hakobian. Più recentemente ha ricevuto la medaglia di Movses Khorenatsi, il più alto riconoscimento culturale della Repubblica di Armenia, dal Presidente dell'Armenia per celebrare l'indipendenza dell'Armenia, il 21 settembre 2017.

## Vita privata
La Bayrakdarian ha sposato il pianista e arrangiatore Serouj Kradjian nel 2004 in Armenia e hanno due figli. Si divide tra Fresno e Santa Barbara, in California.

## Registrazioni
La sua prima registrazione, intitolata Joyous Light, è stata pubblicata nel marzo 2002 ed è salita al numero 1 nelle classifiche classiche canadesi. Poco dopo la sua voce è stata presentata nel film Ararat di Atom Egoyan e nel film Il Signore degli Anelli - Le due torri nel brano "Evenstar".
Da allora ha vinto quattro Juno Award consecutivi per "Album classico dell'anno - Performance vocale o corale" per le seguenti registrazioni: Azulão (Bluebird), un album con canzoni spagnole e latinoamericane (2004); Cleopatra, con arie cantate dal personaggio Cleopatra dalle opere di Handel, Carl Heinrich Graun, Johann Adolph Hasse e Johann Mattheson (2004); Pauline Viardot: Lieder Chansons Canzoni Mazurkas, (2006); e Mozart: Arie e Duetti con gli altri canadesi Russell Braun e Michael Schade (2007). Alla fine del 2007, Tango Notturno, una raccolta di canzoni di tango, è stato pubblicato su CBC Records. Il suo album Isabel Bayrakdarian: Gomidas Songs, con canzoni del compositore armeno dell'Ottocento Padre Komitas, è stato pubblicato il 23 settembre 2008, sull'etichetta Nonesuch ed è stato nominato per un Grammy nella categoria Migliore esecuzione classica vocale.
Il suo singolo di musica da ballo Angelicus con il gruppo di musica electronica di Vancouver Delerium è arrivato in cima alle classifiche di Billboard Dance nel marzo 2007 ed è stato nominato per un Grammy Award.

### Popolare e crossover
- Millennium Gala (2001, CBC Records)
- Il Signore degli Anelli - Le due torri colonna sonora (2002)
- Ararat colonna sonora (2002)
- Ospite dei Delerium: Nuages du Monde (2006, Nettwerk)

### Armeno
- Tango Notturno (2007, CBC Records) tango di Arno Babadžanjan (cantato in Armeno), Fareed el-Atrache (cantato in Arabo), Unto Mononen (cantato in Finlandese), Carlos Gardel e Aníbal Troilo (cantato in Spagnolo), Kurt Weill (cantato in Francese), Hans-Otto Borgmann (cantato in Tedesco).[19]
- Komitas Vardapet Gomidas Songs (2008, Nonesuch) con i Chamber Players dell'Armenian Philharmonic diretti da Eduard Topchjan.[20]
- Joyous Light (2002, CBC Records) Armenian Sacred Songs, Sahag Bartev (348–437), Abbot Khachatur of Taron (1100–1184), Vartabed Mekhitar of Ayrivank (1222–1307), St. Gregory of Nareg (951–1003), Komidas Vartabed, con la Elmer Iseler Chamber Orchestra, diretta da Raffi Armenian.
- Lullaby di Parsegh Ganatchian, su Armenian Chamber Music Atma, 2010.

### Classico
- Azulão (2003, CBC Records) Canzoni di Manuel de Falla, Enrique Granados, Carlos Guastavino, Xavier Montsalvatge, Fernando Obradors, Jaime Ovalle
- Mahler: Sinfonia n. 2 (2004, etichetta San Francisco Symphony) con Lorraine Hunt Lieberson ed la San Francisco Symphony e Coro diretti da Michael Tilson Thomas.
- Handel, Mattheson e Hasse Cleopatra (2004, CBC Records) con la Tafelmusik Baroque Orchestra.
- Pauline Viardot: Lieder Chansons Canzoni Mazurkas, con Serouj Kradjian, piano (Analekta, 2004)
- Mozart: Arie e Duetti (2006, CBC Records) con Russell Braun, Michael Schade e la Canadian Opera Company Orchestra, diretta da Richard Bradshaw.

## Filmografia
- Opera Night at Cologne (2005)
- Handel: Serse (2005)
- A Long Journey Home (2005)
- Mozart: Don Giovanni. Live dal Festival di Salisburgo (2006)
- Grandi spettacoli al Met: Il flauto magico (2007)
- Opera sotto le stelle. Dal vivo ad Ottawa al LeBreton Flats Park con la Canadian Opera Company  (2007)
- The Time Traveler's Wife (2009)